# Радомирово јеванђеље
Радомирово јеванђеље је средњовековни књижевни споменик средине XIII века . Написан је ћирилицом и садржи 182 пергаментна листа. Ово је потпуни апракос (изабрано литургијско јеванђеље). Створена у северном делу Македоније. Лист 169а садржи запис писара: „Промени ме, Христе. Ја сам грешник Радомир који писах. Греат ми бе тга на срдтси. “ Овај Радомир и истоимени писар Радомирског псалтира очигледно нису иста особа, јер се њихови рукописи међусобно значајно разликују .
Рукопис се чува у библиотеци Хрватске академије знаности и умјетности у Загребу под шифром III.b.24, збирка Михановича .